# Chrysoarctus flabellatus
Chrysoarctus flabellatus är en djurart som tillhör fylumet trögkrypare, och som först beskrevs av Grimaldi de Zio, D'Addabbo Gallo, Morone De Lucia, Vaccarella och Grimaldi 1982.  Chrysoarctus flabellatus ingår i släktet Chrysoarctus och familjen Halechiniscidae. Inga underarter finns listade i Catalogue of Life.